# RPS (família de foguetes)
O RPS (Indonésio: Roket Pengorbit Satelit, abreviado para RPS), ou Pengorbitan, é uma família foguetes para lançamentos de satélites  proposto pela Indonésia que, se bem sucedido, irá realizar o primeiro lançamento de satélite genuinamente indonésio em órbita terrestre baixa em 2014. A série será composta pelos foguetes RPS-420 e RPS-550. O objetivo é o país ter foguetes e satélites caseiros. Alcançando órbita fará da Indonésia uma nova potência espacial na Ásia.
O RPS ou "Pengorbitan" (que significa "orbital" em indonésio) é um veículo de lançamento espacial ultra-leve da subfamília de foguetes da família "RX" (Roket Eksperimental). Os lançadores de vários estágios estão sendo desenvolvidos pela estatal Spacetecx para o indonésia Instituto Nacional de Aeronáutica e Espaço (LAPAN). Eles serão lançados a partir de uma plataforma móvel no Centro Espacial de Lapan, onde os mini-foguetes RX-250-LPN já decolaram.